# Kostel svatého Klimenta (Stupava)
Kostel svatého Klimenta je římskokatolický chrám v obci Stupava v okrese Uherské Hradiště postavený v letech 1857–1859. Je filiálním kostelem koryčanské farnosti.

## Historie

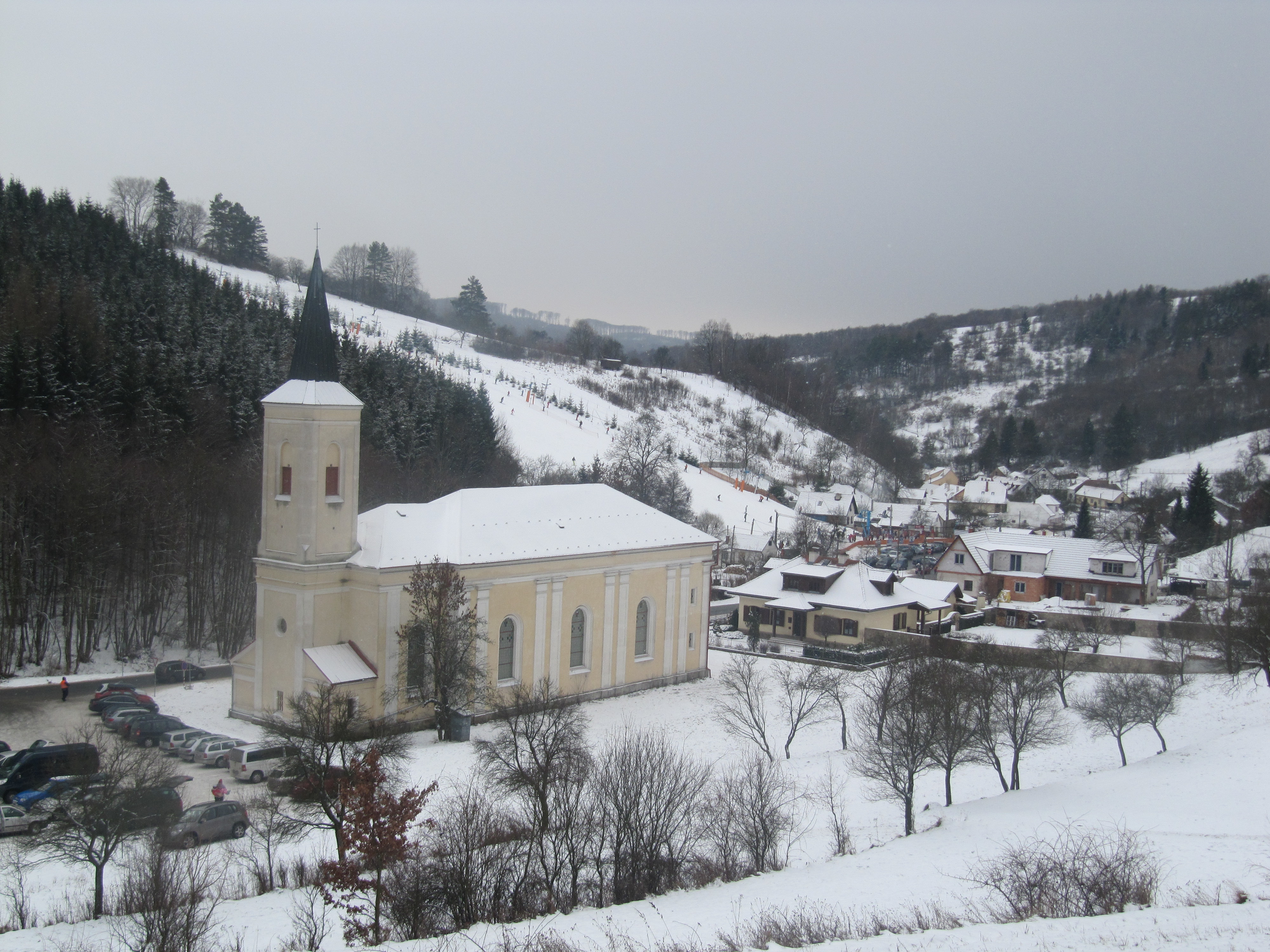
Kostel sv. Klimenta

O stavbu kostela se usilovalo již v 18. století. Povolení k výstavbě financované náboženskou maticí udělil císař Ferdinand I. Dobrotivý v roce 1841. Pozemek pro stavbu kostela, fary a hřbitova věnovala Ludmila Berchtoldová. Kostel byl postaven na místě bažiny, fara a hřbitov na místě vymýceného lesa. Stavby kostela a fary se ujal napajedelský stavitel František Růžička. Mistr Šaňák z Uherského Hradiště vedl tesařské práce. Fara byla postavena jako první a bydlel v ní dozorce stavby ing. Antonín Přerovský z Brna. 30. srpna 1857 boršický farář Chrysostom Nesrsta posvětil základní kámen, umístěný pod věží. O dva roky později byl kostel dostavěn.
Náklady na vybudování kostela a fary činily 30 000 zlatých. Stupava byla původně součástí osvětimanské farnosti. 19. srpna 1863 byla zřízena zřízena stupavská farnost a byly k ní přičleněny Koryčanská huť z koryčanské farnosti a Staré Hutě z buchlovické farnosti. Nová farnost měla tehdy 1 200 věřících. 4. října 1863 kostel i faru vysvětil Chrysostom Nesrsta a ve stejném roce farnost navštívil olomoucký arcibiskup Bedřich z Fürstenberka, který zajistil financování vnitřní výbavy kostela. V letech 1861–1863 byl vybudován hřbitov, který byl vysvěcen 4. října 1863. 22. června 1864 se zde prvním farářem stal Vavřinec Sigmund.
Po rozsáhlé rekonstrukci kostela zde 24. listopadu 1990 sloužil mši arcibiskup František Vaňák. 1. ledna 2006 byla stupavská farnost zrušena a začleněna do koryčanské farnosti. Od července 2006 se zde neslouží pravidelná nedělní mše. Mše jsou slouženy pouze v sobotu v letním období. Pouť probíhá v neděli kolem 23. listopadu na svátek sv. Klimenta.

## Interiér
Hlavní oltář nemá obraz. Jsou zde dva boční oltáře Panny Marie a sv. Jana Nepomuckého, kazatelna, sousoší Křest Páně. Sochy sv. Jáchyma, Václava a Vavřince zhotovil Josef Hromádka z Litenčic. Původní obraz sv. Klimenta z hlavního oltáře zhotovila vídeňská firma Koller et. Comp., obraz Panny Marie Růžencové namaloval akademický malíř Jan Hlávka z Prahy. Střílecký stolař Nedvěd v roce 1863 vyrobil zpovědnici. 14. září 1861 sem byly přivezeny varhany od brněnského varhaníka Ferdinanda Miksche. Sochy Panny Marie Bolestné, Panny Marie a Božského Srdce Páně pochází z roku 1929.
V roce 1942 byly zabaveny zvony z věže a byl sem proto přesunut zvon umíráček z obecní zvonice. Firma Dytrych z Brodku u Přerova pro kostel v roce 1989 odlila zvon Cyril Metoděj, který váží 150 kg a zní tónem E2.